# Interpolação polinomial

## Definição
Denomina-se interpolação polinomial o processo matemático de interpolação em que a função interpoladora é um polinômio. A função interpoladora é a função {\displaystyle p(x).}
Definidos um intervalo {\displaystyle [a;b]\subset \mathbb {R} } e uma função {\displaystyle f:[a;b]\rightarrow \mathbb {R} ,} denomina-se interpolação o processo matemático de avaliar {\displaystyle f(x),\forall x\in [a;b],} substituindo-se a função {\displaystyle f(x)} pela função interpoladora {\displaystyle p(x),} de modo que {\displaystyle p(x_{i})=f(x_{i}),\forall i\in [1;n]} ({\displaystyle \subset \mathbb {N} }).
Assim, {\displaystyle f(x)} é a função real, definida em {\displaystyle [a;b]\subset \mathbb {R} ,} da qual conhecem-se os valores nos pontos de abcissas {\displaystyle x_{1},x_{2},x_{3},...,x_{i}\in [a;b],\forall i\in [1;n]} ({\displaystyle \subset \mathbb {N} }).
Na fase de escolha do processo matemático de interpolação, frequentemente são escolhidos polinómios. Isto porque os polinómios apresentam relativa simplicidade, e também porque permitem representar satisfatoriamente a generalidade das funções que surgem no dia-a-dia.

## Métodos de interpolação polinomial
Os métodos de interpolação polinomial diferem, uns dos outros, quanto à técnica de determinação do polinómio interpolador. Os erros de arredondamento diferem em cada caso, pois as operações aritméticas são conduzidas de formas distintas, em cada método.
- Método de Newton
- Método de Lagrange
- Método de Bernstein

## Exemplo
Quer-se achar o polinômio do terceiro grau que interpola a tabela:
```
x  f(x)
1  -17
2    4
3   71
4  202
```

Constrói-se o sistema A.X = B
```
A =
1 1  1  1
1 2  4  8
1 3  9 27
1 4 16 64
```

Em A, a segunda coluna são os valores de x, a terceira coluna é a segunda ao quadrado e a quarta é a segunda ao cubo.
```
B =
-17
4
71
202
```

As raízes deste sistema são os coeficientes do polinômio:
```
X =
-10
-15
5
3
```

f(x)=3x³+5x²-15x-10